# Сараевские розы

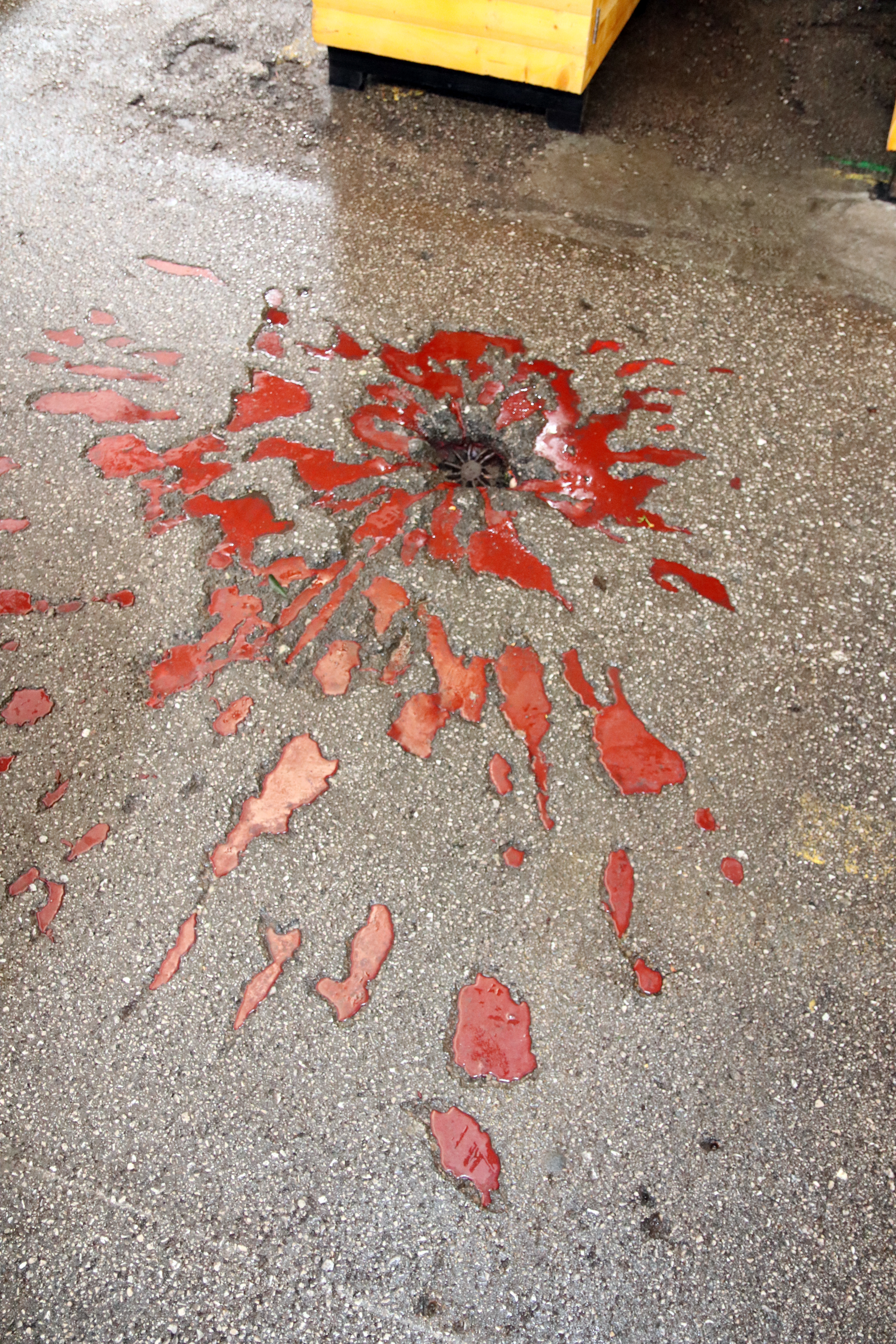
Сараевская роза на месте первого взрыва на рынке Маркале.

Сараевские розы или розы Сараево — характерный для Сараево тип мемориала. Так называются воронки, оставленные осколками артиллерийских снарядов на улицах города Сараево в ходе Боснийской войны.  

## История
Воронки на асфальте в местах, где от снарядов погибли люди, заливались не новым асфальтом, а смолой с добавлением пластика и красной краски. Оставлены в память о многочисленных жертвах среди мирного населения во время осады Сараева 1992—1996 годов. Своё название получили из-за внешнего сходства с лепестками роз. Рядом с некоторыми из роз установлены мемориальные плиты, с описанием обстоятельств гибели людей, и именам погибших. 
Постепенно «розы Сараево» исчезают, поскольку заменяют дорожное полотно. Однако наиболее известные, например, у Исторического музея Боснии и Герцеговины, перед Собором Святейшего сердца Иисуса, на углу Сараевской пивоварни и в других местах, сохраняются. В 2012, 2015 и 2018 годах были проведены работы по реставрации.  
Часть роз отмечена на картах Google. Приезжими туристами воспринимаются как местная достопримечательность. 

## В искусстве
- «Розы Сараево: кинематографическое эссе» (англ. Sarajevo Roses: A cinematic Essay), 2016, режиссёр Роджер Ричардс[7][2].